# SEAT Trans
La SEAT Trans era una furgoneta petita dissenyada pel fabricant SEAT emprant el bastidor, motoritzacions i la part davantera del turisme Seat Panda.
El seu preu era molt competitiu per a l'època, situant-la entre les furgonetes més econòmiques del mercat.
La seva lleugeresa, duresa i gran capacitat de càrrega (2450 dm³) la va fer triomfar ràpidament entre els petits i mitjans comerciants, arribant també a formar flotes del Trans de diferents empreses com KAS o Telefónica.
A l'evolucionar el Seat Panda, model del qual descendia, la SEAT Trans va patir lleugers retocs incorporant peces i estètica del nou SEAT Marbella creant-se la SEAT Terra.